# Contoocook Railroad Bridge
Die Contoocook Railroad Bridge, auch Hopkinton Railroad Bridge, ist die älteste erhaltene gedeckte Eisenbahnbrücke in den Vereinigten Staaten. Sie steht in Contoocook im Bundesstaat New Hampshire und überquert den Contoocook River. Das Bauwerk wurde 1889 von der Boston and Maine Railroad (BM) errichtet und ersetzte eine ältere Holzbrücke, die in den Jahren 1849 und 1850 errichtet worden war.

## Geschichte

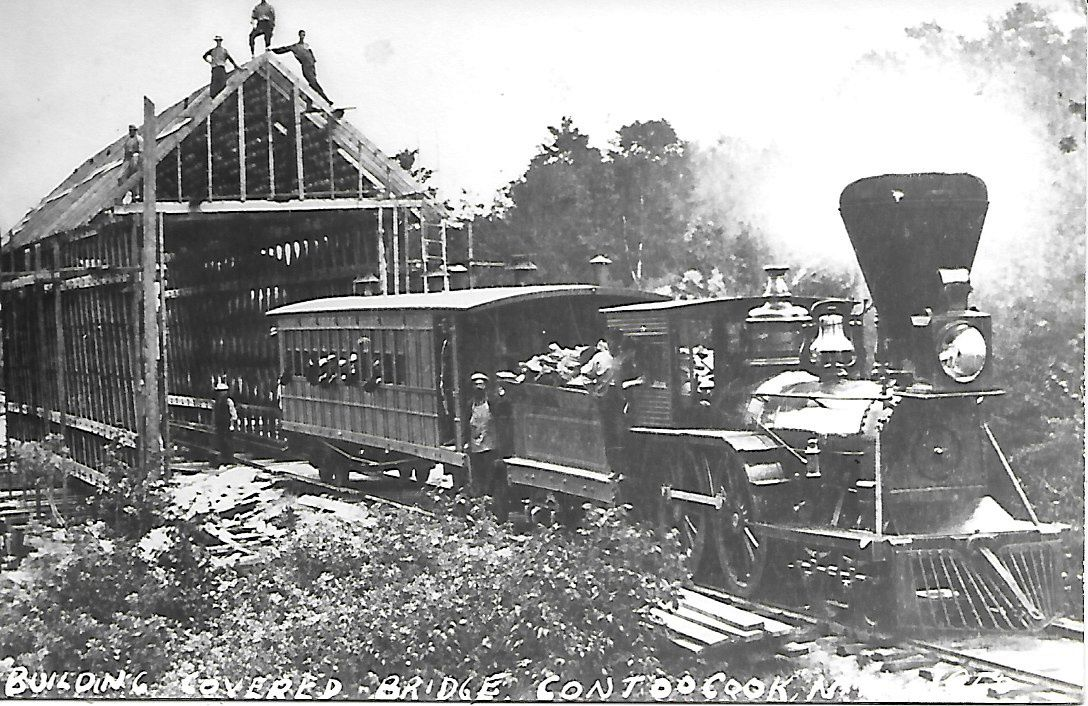
Bau der ersten gedeckten Brücke über den Contoocook River

Nachdem die Boston and Maine Railroad (BM) die ehemalige Concord & Claremont Railroad (C&C) übernommen hatte, begann die Bahn umgehend mit dem Ausbau der Strecke. Dazu gehörte auch der Ersatz der in den Jahren von 1849 bis 1850 erbauten ersten Eisenbahnbrücke über den Contoocook River. Sie war nach einem Bericht von 1884 von Eis und Wasser beschädigt, sodass sie in der Mitte durchgehangen hätte und deshalb erneuert werden sollte.
Die Brücke von 1889 wurde von Jonathan Parker Snow, dem damaligen Brückeningenieur der Bahn, geplant. Holzträger für den Bau von Eisenbahnbrücken waren Ende des 19. Jahrhunderts bereits nicht mehr üblich, aber Snow war ein Verfechter der Holzbrücken, weshalb auch die neue Brücke über den Contoocook River wieder als gedeckte Brücke ausgeführt wurde. Aus der Sicht von Snow waren die Holzbrücken kostengünstiger, auch wenn sie eine kürzere Nutzungszeit hatten. Sie ließen sich einfach verstärken und zeigten außerdem frühzeitig vor einem möglichen Versagen Anzeichen einer Überlastung.
Die Contoocook Railroad Bridge wurde 1936 durch ein Hochwasser und 1938 durch einen Wirbelsturm von den Widerlagern gerissen, konnte aber beide Male unbeschadet wieder auf die Widerlager gehoben werden. Auf der Eisenbahnstrecke wurde 1955 der Personenverkehr und 1962 der Güterverkehr eingestellt. Die Brücke wurde daraufhin von einem Händler als Lagerraum genutzt. Im Januar 1980 wurde die Brücke in das National Register of Historic Places aufgenommen, blieb aber vorerst noch in Privatbesitz, bis sie 1990 der New Hampshire Division of Historic Resources übergeben wurde und von dieser restauriert wurde. Eine weitere Sanierung fand 2003 statt. 2009 wurde der Brandschutz verbessert und eine Sprinkleranlage eingebaut. Die für die Nutzung als Lagerhalle eingebauten Regale wurden 2017 entfernt, 2019 wurden kleinere Reparaturen an der Verkleidung der Brücke durchgeführt und ein neuer Anstrich aufgebracht.

## Konstruktion

Aufbau einer Seitenwand des Trägers

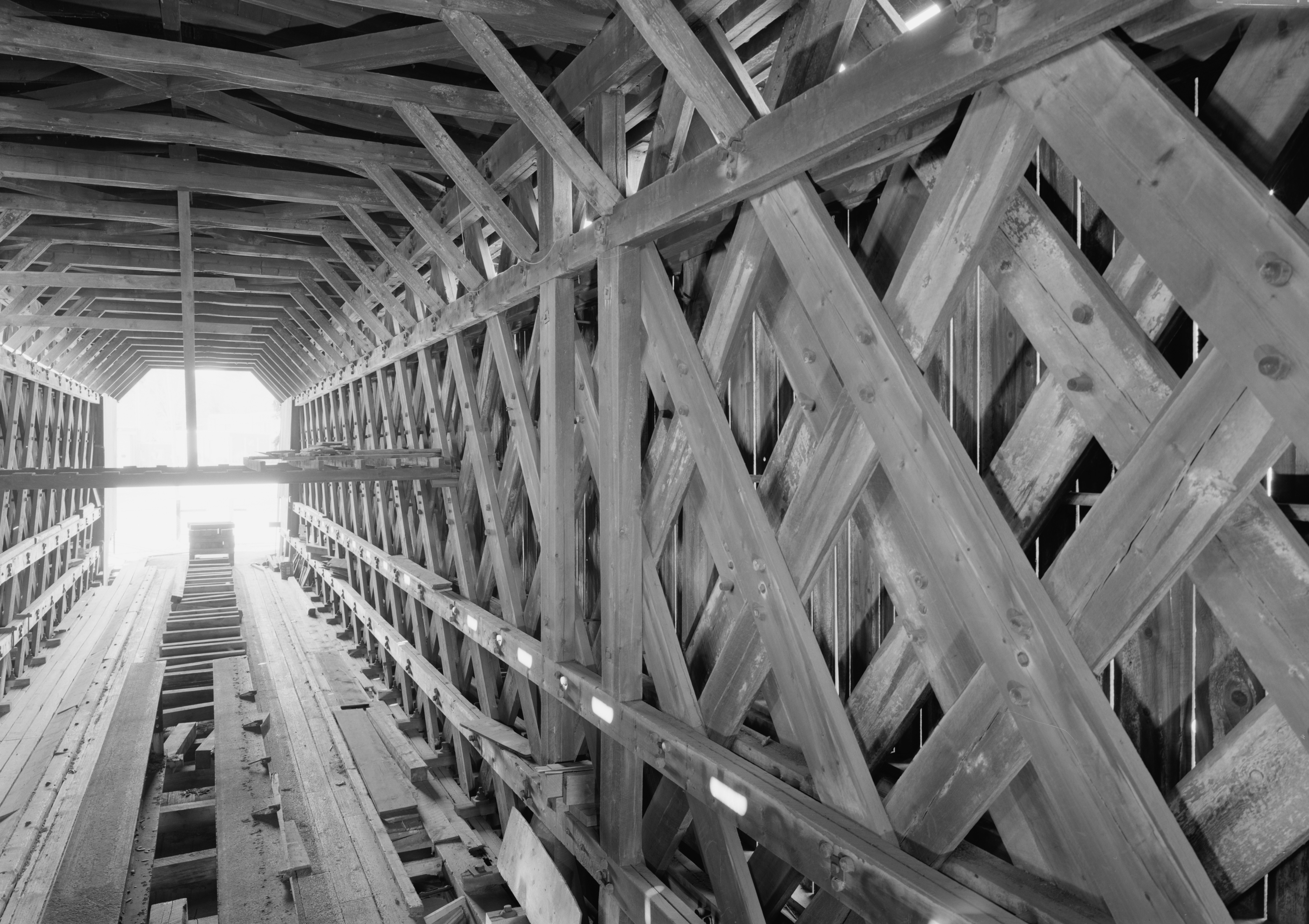
Innenansicht

Die gedeckte Brücke besteht aus einem 140 Fuß (43 Meter) langen Lattenträger nach dem von Ithiel Town 1820 patentierten Konstruktionsprinzip. Die Seitenwände haben jeweils zwei Lagen von Lattungen, weshalb die Konstruktionsweise auch als doppelter Townscher Lattenträger bezeichnet wird. Sie gilt gegenüber Seitenwänden mit einfachen Lattungen als verwindungssteifer. Als Baumaterial wurde Fichtenholz verwendet. Die Brücke wird in der Mitte von einem Mauerwerkspfeiler gestützt.
Die Brücke ist die älteste aller acht in den Vereinigten Staaten erhaltenen gedeckten Eisenbahnbrücken.